# Marina Gallina
Marina Gallina, auch Marina Steno Gallina (* vor 1347(?) in Venedig; † 4. Mai 1422 ebenda), war durch die 1362 geschlossene Ehe mit dem Dogen Michele Steno während seiner Amtszeit vom 1. Dezember 1400 bis zu seinem Tod am 26. Dezember 1413 Dogaressa der Republik Venedig. Ihren feierlichen Einzug in den Dogenpalast beging sie Anfang 1401.

## Leben

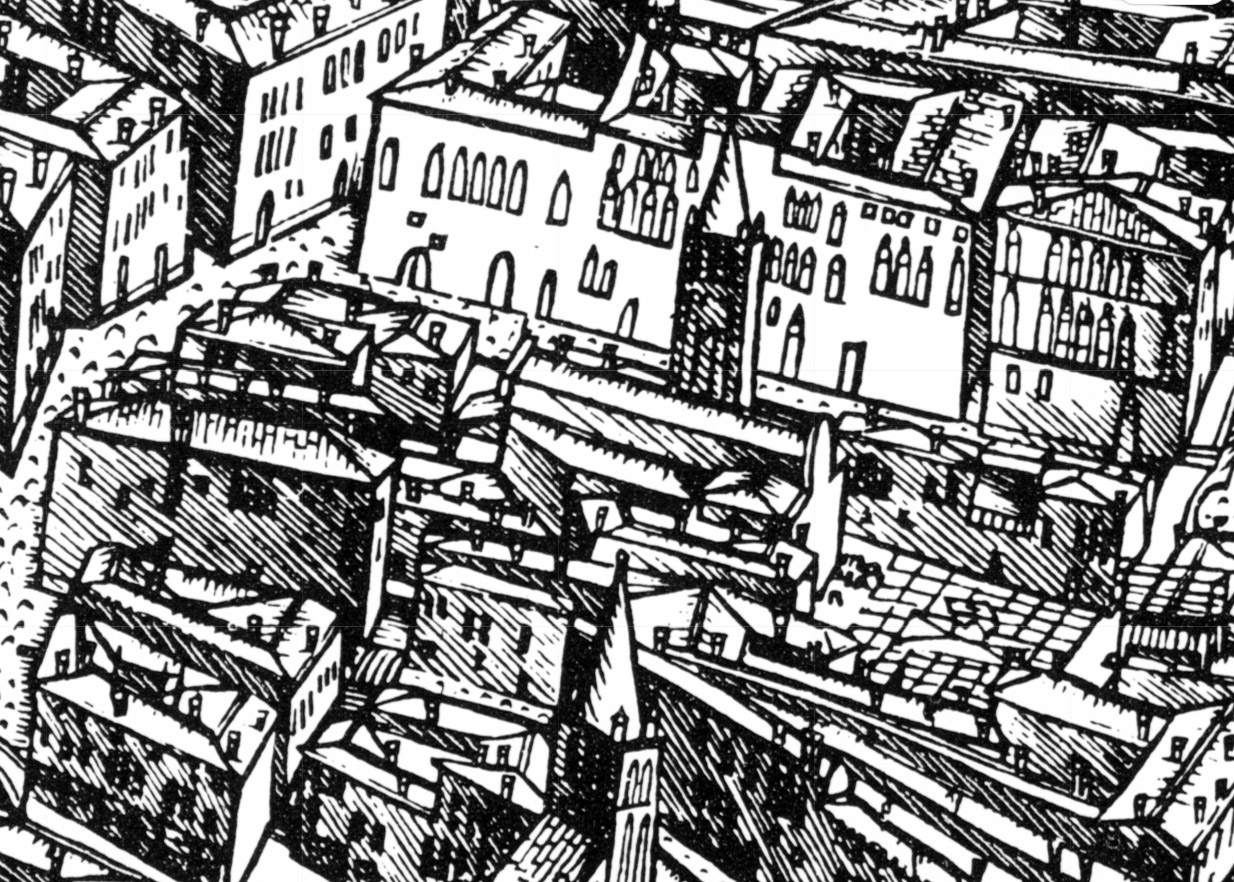
Die Kirche Santa Marina östlich der Rialtobrücke im Plan des Jacopo de’ Barbari, um 1500 (Detail)

Marina Gallina entstammte einer der tribunizischen Familien aus dem Zweig (ramo) von Santa Marina. Ihre Familie soll im Jahr 960 die Kirche San Felice errichtet haben. Da Marina Gallina, die 1362 Michele Steno heiratete, keine Kinder bekam und die einzige Erbin dieser Familienlinie war, starb diese mit ihr aus.
Während der Vakanz nach dem Tod des letzten Dogen wurde noch am 26. November 1400, also einen Monat vor der Wahl Stenos zum Dogen, eingeschärft, dass kein Doge eine Nichtvenezianerin ehelichen dürfe.

### Dogaressa (1400–1413)
Mit allem zeremoniellem Aufwand wurde Marina Gallina, die bereits in den 50ern stand, Anfang 1401 in den Dogenpalast geleitet. Allerdings war die Aufmerksamkeit noch nicht auf die Dogaressa als Person gerichtet, doch immerhin erscheinen bei fünf der neun Dogaresse des 15. Jahrhunderts nicht nur die feierlichen Einzüge in den Dogenpalast, sondern die Gefeierte wurde namentlich genannt. Dabei war die Ehre, die die Repräsentantin Venedigs einlegen konnte, von zentraler Bedeutung. Dies galt insbesondere für Äußerlichkeiten. Unter dem 21. April 1409 wurde daher bestimmt, dass, weil die Bänke „ubi stat domina ducissa, tutti fracidi et devastati, quod est magna deformitate Palacii“, schnellstmöglich wiederherzustellen waren. Schon zu dieser Zeit hielt man es also für dem Staatsansehen abträglich, wenn die Umgebung der Dogaressa nicht entsprechend ihrem Amt hergestellt war.
In ihrem Testament von 1407 hinterließ die Dogaressa fünfzig Golddukaten für arme Gefangene und sechs Dukaten für das Seelenheil eines Mönches im Konvent von Santo Stefano „qui venit ad predicandum in palacio“. Nicolò Fasolo, dem Pfarrer von Santa Maria Zobenigo, hinterließ sie ein Samtkleid zur Anfertigung eines Messgewandes und 300 Dukaten für eine Kelch, für Kreuze, Hemden und Ornamente für ein weiteres Gewand. Auf diese Weise sollte sich das Samtkleid, das die Dogaressa bei den Festlichkeiten im Dogenpalast und auf der Piazza San Marco trug, in ein kirchliches Gewand verwandeln, so dass aus dem Luxus als Anzeichen für Macht und Tugend auch ein Ausdruck religiöser Verehrung werden konnte. Sie selbst verfügte in diesem Testament, dass sie im Nonnenhabit im Kloster Sant’Andrea beigesetzt werde.

### Rückzug, Testamente, Begräbnis
Marina Gallina, die sich ausdrücklich als ehemalige Dogaressa titulierte (außer Aluica Gradenigo war sie im 15. Jahrhundert die einzige, die anderen bezeichneten sich als Witwen des jeweiligen Dogen), ließ sich, wie aus älteren Beschreibungen hervorgeht, im Grabmal ihres verstorbenen Mannes als Witwe darstellen. Diese Darstellung in einer Mosiaklünette muss also nach 1413 und vor 1422 entstanden sein.
Sie war ab 1413 zusammen mit Fantino Pizzamano für die endgültige Fertigstellung des Grabmonuments für ihren Ehemann verantwortlich, das allerdings unter Napoleon 1811 abgebaut wurde. sein Sarkophag wurde nach San Zanipolo verbracht – der Rest des Grabmals ist weitgehend verschollen. Nach der Fertigstellung – sie beschreibt das Grabmal des Dogen in ihrem Testament vom 25. August 1420, einschließlich des Witwenbildes und der Schlüssel der Carrara von Padua, die 1405 nach Venedig gekommen waren – zog sich Gallina in die Gemeinschaft von Sant’Andrea della Zirada zurück, wo sie noch rund ein Jahrzehnt bis zu ihrem Tod verbrachte. Dort wurde sie auch begraben. Sie hinterließ ab 1401 mehrere Testamente, nämlich in diesem Jahr und in den Jahren 1407, 1408 und 1420.
Auf ihrem verschollenen Grabstein soll nach Andrea Da Mosto in Sant’Andrea della Zirada gestanden haben:
„HIC IACET CORPUS SERENISSIMAE D. MARINAE, UXORIS Q. SERENISS. ET ECCELENTIS. PRINCIPIS D.D. MICHAELIS STENO, OLIM INCLYTI DUCIS VENETIARUM, QUAE OBIIT DIE IIII MENSIS MAII MCCCCXXII, ANIMA CUIUS REQUIESCAT IN PACE.“